# ФК Мишколц Вашуташ
ФК Мишколц Вашуташ (мађ. Miskolci VSC), је мађарски фудбалски клуб из Мишколца, Мађарска.

## Историја клуба
ФК Мишколц Вашуташ је дебитовао у првој мађарској лиги у сезони 1958/59. и првенство завршио на тринаестом месту.

### Историја имена клуба
- 1911–1948: Мишколци ВСЦ (Miskolci VSC)
- 1925: ујединио се са Подофицирски спортски клуб Мишколц МАВ (Miskolci MÁV Altisztköri Sport Club)
- 1948–1949: Мишколц Вашуташ СЕ (Miskolci Vasutas SE − MVSE)
- 1949–1954: Мишколц Локомотив СК (Miskolci Lokomotív SK)
- 1954–1956: Мишколц Тереквеш (Miskolci Törekvés)
- 1956–1993: Мишколц Вашуташ СК (Miskolci Vasutas Sport Club)
- 1993: ујединио се са Стоп ФК Нађшеш (Stop FC-Nagycsécs)
- 1993–1994: Мишколц ВФЦ (Miskolci VFC)
- 1994–2009: Мишколц Вашуташ СК (Miskolci Vasutas Sport Club)
- 2009–2011: Мишколц Вашуташ СК МАВ Тисаваш (Miskolci Vasutas Sport Club-MÁV Tiszavas)
- 2011–данас: Мишколц Вашуташ СК−ТС Хунгарија (Miskolci Vasutas Sport Club-TS Hungaria)